# Порочні губи
«Порочні губи» (англ. Vicious Lips) — американський фантастичний фільм 1986 року.

## Сюжет
Дівоча панк-група нарешті отримує шанс по-справжньому розкрутитися, але для цього їм потрібно встигнути на концерт, що проходить в клубі на іншій планеті.

## У ролях
- Дрю-Анна Перрі — Джуді Джетсон & Ері Лукас
- Джина Калабрезе — Брі Сін
- Лінда Керрідж — Вінзі Кродо
- Шейн Фарріс — Мандоа
- Ентоні Кенц — Метті Ешер
- Крістіан Ендрюс — Майло — Венерианський Звір
- Марі-Анна Грейвз — Максін Мортого / упир 2
- Джефф Еско — Халлвей Хеклер & Піпер 1
- Ерік Бартч — Сесіл Пібоді Піпер 2 / пілот / упир 1
- Брайан Магвайр — п'яний & Страджхенд
- Дон Бернхарт мол. — Брок Крістіан / збоченець / другий пілот
- Анджела О'Нілл — Туз 1 / Тод
- Стів Донмаєр — панк упир
- Джекі Естон Туллі — Сирена пустелі 1 / Alien Hocker / паркувальник
- Таня Папаніколас — Сирена пустелі 2 / Human Hocker / жінка-водій
- Лорі МакІнтош — Бос упир & M.C